# Марблхед (Охајо)
Марблхед (енгл. Marblehead) град је у америчкој савезној држави Охајо.

## Демографија
По попису из 2010. године број становника је 903, што је 141 (18,5%) становника више него 2000. године.
| Група             | 2000.       | 2010.       |
| Белци             | 741 (97,2%) | 879 (97,3%) |
| Афроамериканци    | 2 (0,3%)    | 2 (0,2%)    |
| Азијати           | 2 (0,3%)    | 3 (0,3%)    |
| Хиспаноамериканци | 11 (1,4%)   | 15 (1,7%)   |
| Укупно            | 762         | 903         |